# Бротон, Роб
Роб Бро́тон (англ. Rob Broughton; 3 марта 1983, Сент-Хеленс) — английский боец смешанного стиля, представитель тяжёлой весовой категории. Выступает в профессиональном ММА начиная с 2004 года, известен по участию в турнирах таких крупных бойцовских организаций как UFC, M-1 Global, Cage Rage, Rings.

## Биография
Роб Бротон родился 3 марта 1983 года в городе Сент-Хеленс, графство Мерсисайд.
Дебютировал в смешанных единоборствах в июле 2004 года, но первый бой проиграл удушающим приёмом. Дрался преимущественно в Англии, в Ливерпуле и Лондоне, в 2005 году провёл бой на турнире Fighting Network Rings в Ирландии, где одержал победу техническим нокаутом в первом же раунде.
Всеобщая известность пришла к Бротону в 2006 году, когда он подписал контракт с крупным британским промоушеном Cage Rage и сразу же завоевал титул чемпиона в тяжёлой весовой категории, победив ветерана Pride Джеймса Томпсона. Он защитил полученный чемпионский пояс в поединке с Робертом Берри и в нетитульном бою взял верх над известным американским боксёром Эриком Эшем. Тем не менее, во время второй защиты Бротон лишился своего титула, проиграв техническим решением грузину Тенгизу Тедорадзе. Последний раз выходил в клетку Cage Rage в марте 2008 года, выиграв решением большинства судей у Нила Гроува.
В 2009 году Бротон выступил на четырёх турнирах M-1 Challenge, где представлял команду Англии. Здесь особенно примечательна его победа единогласным решением над небитым японцем Юсукэ Кавагути и победа удушающим приёмом «американа» над россиянином Ахмедом Султановым. В январе 2010 года одержал сразу три победы за один вечер на турнире-восьмёрке ZT Fight Night, добавив тем самым в послужной список ещё один титул.
Благодаря череде удачных выступлений Роб Бротон привлёк к себе внимание крупнейшей бойцовской организации мира Ultimate Fighting Championship и дебютировал здесь победой удушающим приёмом над бразильцем Винисиусом Кейрусом (впоследствии Кейрус был уличён в употреблении анаболических стероидов и дисквалифицирован). Однако два других боя в UFC прошли не так успешно, сначала Бротон проиграл Трэвису Брауну, затем потерпел поражение от Фила де Фриза — оба раза единогласным судейским решением. В следующем году организация несколько раз пыталась организовать ему бой, предлагала нескольких соперников, назначала даты турниров, но всякий раз он отказывался в связи с личными обстоятельствами. Через какое-то время в 2012 году его уволили из UFC.
После длительного перерыва в 2015 году Бротон вернулся в смешанные единоборства и провёл бой на турнире ICE FC 6 в Манчестере, где за 18 секунд победил своего соперника с помощью обратного узла локтя.

## Статистика в профессиональном ММА
| Боёв 24  | Побед 16 | Поражений 7 |
| -------- | -------- | ----------- |
| Нокаутом | 7        | 1           |
| Сдачей   | 6        | 2           |
| Решением | 3        | 4           |
| Ничьи    | 1        | 1           |

| Результат | Рекорд | Соперник         | Способ                   | Турнир                               | Дата             | Раунд | Время | Место                  | Примечание                                           |
| --------- | ------ | ---------------- | ------------------------ | ------------------------------------ | ---------------- | ----- | ----- | ---------------------- | ---------------------------------------------------- |
| Победа    | 16-7-1 | Марцин Бочан     | Сдача (кимура)           | ICE FC 6: Broughton vs. Bocian       | 12 июня 2015     | 1     | 0:18  | Манчестер, Англия      |                                                      |
| Поражение | 15-7-1 | Фил де Фриз      | Единогласное решение     | UFC 138                              | 5 ноября 2011    | 3     | 5:00  | Бирмингем, Англия      |                                                      |
| Поражение | 15-6-1 | Трэвис Браун     | Единогласное решение     | UFC 135                              | 24 сентября 2011 | 3     | 5:00  | Денвер, США            |                                                      |
| Победа    | 15-5-1 | Винисиус Кейрус  | Сдача (удушение сзади)   | UFC 120                              | 16 октября 2010  | 3     | 1:43  | Лондон, Англия         | После боя Кейрус был дисквалифицирован из-за допинга |
| Победа    | 14-5-1 | Оли Томпсон      | Единогласное решение     | ZT Fight Night: Heavyweights Collide | 30 января 2010   | 3     | 5:00  | Хов, Англия            | Финал гран-при тяжёлого веса                         |
| Победа    | 13-5-1 | Джеймс Томпсон   | KO (удар рукой)          | ZT Fight Night: Heavyweights Collide | 30 января 2010   | 2     | 2:28  | Хов, Англия            | Полуфинал гран-при тяжёлого веса                     |
| Победа    | 12-5-1 | Нил Уэйн         | Сдача (гильотина)        | ZT Fight Night: Heavyweights Collide | 30 января 2010   | 2     | 1:16  | Хов, Англия            | Четвертьфинал гран-при тяжёлого веса                 |
| Победа    | 11-5-1 | Ахмед Султанов   | Сдача (американа)        | M-1 Challenge 19: 2009 Semifinals    | 26 сентября 2009 | 1     | 4:31  | Ростов-на-Дону, Россия |                                                      |
| Поражение | 10-5-1 | Джесси Гиббс     | Единогласное решение     | M-1 Global: Breakthrough             | 29 августа 2009  | 3     | 5:00  | Канзас-Сити, США       |                                                      |
| Победа    | 10-4-1 | Соуфиан Элгарн   | TKO (травма голеностопа) | M-1 Challenge 16: USA                | 5 июня 2009      | 1     | 2:02  | Канзас-Сити, США       |                                                      |
| Победа    | 9-4-1  | Юсукэ Кавагути   | Единогласное решение     | M-1 Challenge 14: Japan              | 29 апреля 2009   | 2     | 5:00  | Токио, Япония          |                                                      |
| Поражение | 8-4-1  | Рикко Родригес   | Сдача (рычаг колена)     | CG 9: Beatdown                       | 4 октября 2008   | 2     | 3:39  | Ливерпуль, Англия      |                                                      |
| Победа    | 8-3-1  | Нил Гроув        | Решение большинства      | Cage Rage 25                         | 8 марта 2008     | 3     | 5:00  | Лондон, Англия         |                                                      |
| Поражение | 7-3-1  | Тенгиз Тедорадзе | TKO (остановлен врачом)  | Cage Rage 20                         | 10 февраля 2007  | 2     | 0:58  | Лондон, Англия         | Лишился титула чемпиона в тяжёлом весе               |
| Победа    | 7-2-1  | Эрик Эш          | Сдача (удары руками)     | Cage Rage 19                         | 9 декабря 2006   | 2     | 3:43  | Лондон, Англия         | Нетитульный бой                                      |
| Победа    | 6-2-1  | Роберт Берри     | TKO (удары руками)       | Cage Rage 18                         | 30 сентября 2006 | 1     | 3:33  | Лондон, Англия         | Защитил титул чемпиона в тяжёлом весе                |
| Победа    | 5-2-1  | Джеймс Томпсон   | KO (удары руками)        | Cage Rage 17                         | 1 июля 2006      | 3     | 0:49  | Лондон, Англия         | Выиграл титул чемпиона в тяжёлом весе                |
| Победа    | 4-2-1  | Мартин Томпсон   | Сдача (гильотина)        | War in Workington 1                  | 17 июня 2006     | 2     | 3:40  | Камбрия, Англия        |                                                      |
| Победа    | 3-2-1  | Сидней да Силва  | TKO                      | Cage Gladiators 1                    | 22 мая 2006      | 1     | 0:44  | Ливерпуль, Англия      |                                                      |
| Поражение | 2-2-1  | Питер Козинс     | Решение судей            | Intense Fighting 2                   | 28 января 2006   | N/A   | N/A   | Кембридж, Англия       |                                                      |
| Победа    | 2-1-1  | Энди Райан       | TKO (удары руками)       | RINGS: Bushido Ireland               | 12 марта 2005    | 1     | N/A   | Ирландия               |                                                      |
| Победа    | 1-1-1  | Райан Робинсон   | KO                       | CFC 3: Cage Carnage                  | 6 марта 2005     | 1     | N/A   | Ливерпуль, Англия      |                                                      |
| Ничья     | 0-1-1  | Ассим Ассин      | Ничья                    | CFC 2: Cage Carnage                  | 14 ноября 2004   | 2     | N/A   | Ливерпуль, Англия      |                                                      |
| Поражение | 0-1    | Милко Вурн       | Сдача (удушение)         | CFC 1: Cage Carnage                  | 11 июля 2004     | N/A   | N/A   | Ливерпуль, Англия      |                                                      |